# 静岡県道355号焼津大井川線
静岡県道355号焼津大井川線（しずおかけんどう355ごう やいづおおいがわせん）は、静岡県焼津市の石津の交差点から同県焼津市吉永の交差点までを結ぶ一般県道である。

## 概要

### 路線データ
- 起点：焼津市石津（静岡県道31号焼津榛原線交点）
- 終点：焼津市吉永（静岡県道227号島田大井川線交点）
- 区間延長:7.9km

## 通過する自治体
- 静岡県
  - 焼津市

## 接続路線
- 静岡県道31号焼津榛原線
- 静岡県道227号島田大井川線

## 沿線の施設他
- 小川漁協市場
- 小川漁港
- 焼津市立港中学校
- ディスカバリーパーク焼津